# Xã Piney, Quận Cleburne, Arkansas
Xã Piney (tiếng Anh: Piney Township) là một xã thuộc quận Cleburne, tiểu bang Arkansas, Hoa Kỳ. Năm 2010, dân số của xã này là 1.319 người.